# Llista dels vaixells de guerra aliats participants en el desembarcament de Normandia
Aquesta és una llista dels vaixells de guerra que van participar en els desembarcaments de Normandia el 6 de juny de 1944.

## Cuirassats
Van participar-hi set cuirassats: quatre britànics i tres estatunidencs
- USS Arkansas, a l'est d'Omaha Beach (Wyoming, 26,100 tones, armament principal: dotze canons de 12 polsades) primàriament en suport de la 29a divisió d'infanteria estatunidenca.
- USS Nevada, Utah Beach (Nevada, 29,000 tones, armament principal: deu canons de 14 polsades).
- HMS Ramillies (1915, Revenge, 33,500 tones, armament principal: vuit canons de 15 polsades).
- HMS Rodney (1925, Nelson-class, 38,000 tones, armament principal: nou canons de 16 polsades).
- USS Texas, a l'oest d'Omaha Beach (New York, 27,000 tones, armament principal: deu canons de 14 polsades, vaixell insignia del contraalmirall Carleton F. Bryant) primàriament en support de la 1a divisió d'infanteria estatunidenca.
- HMS Warspite (1913, Queen Elizabeth, 35,000 tones, armament principal: vuit canons de 15 polsades, només sis operatius);

A més del HMS Nelson (armament principal classe Nelson : nou canons de 16 polsades), que va ser mantingut a la reserva fins al 10 de juny.

## Creuers pesats
Cinc creuers pesats (canons principals de 8 polsades) van participar-hi, tres dels Estats Units i dos britànics. El HMS Hawkins tenia el seu armament original de set canons de 7,5 polsades, mentre que els canons principals del HMS Frobisher havia estat reduït de set a cinc canons de 7,5 polsades muntats en solitari
- USS Augusta (Vaixell insignia del Contraalmirall Alan Kirk – El Tinent General Omar Bradley es trobava a bord)
- HMS Frobisher
- HMS Hawkins
- USS Quincy
- USS Tuscaloosa

## Creuers lleugers
Disset creuers lleugers van prendre-hi part, conjuntament amb dos de la Marina de la França Lliure i un de la Marina polonesa. Portaven canons de 6 o 5,25 polsades.
- HMS Argonaut
- HMS Ajax
- HMS Arethusa
- HMS Belfast (Vaixell insignia del Contraalmirall Frederick Dalrymple-Hamilton)
- HMS Bellona – també portava equipament contra bombes dirigides per ràdio* HMS Black Prince
- HMS Capetown
- HMS Ceres (Vaixell insignia del U.S. Service Force)
- HMS Danae
- HMS Diadem
- ORP Dragon (Polonès, malmès el juliol I llavors emprat com a bloqueig al trencaones "Gooseberry")
- HMS Emerald
- HMS Enterprise
- Georges Leygues (França Liure)
- HMS Glasgow
- HMS Mauritius (Vaixell insignia del Contraalmirall Patterson)
- Montcalm (França Liure, Vaixell insignia del Contraalmirall Jaujard)
- HMS Orion (which fired the first shell of the coastal bombardment)
- HMS Scylla (Vaixell insignia del Contraalmirall Philip Vian, minat i amb seriosos danys, for a de servei fins a després de la guerra)
- HMS Sirius a la reserve fins al 10 de juny

## Destructors i escortes
139 vaixells (85 britànics i dels Dominis; 40 estatunidencs, 10 de la França LLiure i 7 més d'altres Aliats):
- HMCS Alberni (Canadenc)
- HMCS Algonquin (Canadenc)
- USS Amesbury
- USS Baldwin
- USS Barton
- HMS Beagle
- HMS Blankney
- HMS Bleasdale
- ORP Błyskawica
- HMS Boadicea (torpedinat i enfonsat el 13 de juny)
- HMCS Cape Breton (Canadenc)
- USS Carmick
- HMS Cattistock
- HMCS Chaudiere (Canadenc)
- USS Corry (enfonsat Durant la invasió)
- HMS Cottesmore
- USS Doyle
- HMS Eglinton
- USS Emmons
- HMS Faulknor
- USS Fitch
- USS Frankford
- HMS Fury (minat el 21 de juny i no reparat)
- USS Glennon (tocat per una mina el 8 de juny, enfonsat per l'artilleria alemanya el 10 de juny)
- USS Hulbert
- HNoMS Glaisdale (Noruec)
- HMS Grenville
- USS Harding
- USS Herndon
- USS Hobson
- USS Jeffers (DD-621)
- HMS Jervis
- HMS Kelvin
- HMS Kempenfelt
- HMCS Kitchener (Canadenc)
- ORP Krakowiak, (Polonès, anteriorment HMS Silverton)
- La Combattante (França LLiure, anteriorment HMS Haldon)
- USS Laffey
- HMS Loyalty
- USS Maloy
- USS McCook
- HMS Melbreak
- HMS Middleton
- USS Murphy
- USS O'Brien
- HMS Pytchley
- HMS Pelican (L86)
- HMCS Regina (Canadenc)
- USS Rich (enfonsat per mines el 10 de juny)
- USS Satterlee
- HMS Saumarez
- HMS Scorpion
- HMS Scourge
- HMS Serapis
- USS Shubrick
- HMCS Sioux (Canadenc)
- ORP Ślązak (Polish)
- HMS Stevenstone
- HNoMS Stord (Noruec)
- HNoMS Svenner (Noruec, tocat per un torpede alemany i enfonsat davant Normandia a l'alba del 6 de juny)[1]
- HMS Swift (minat i enfonsat el 24 de juny de 1944 davant Normandia)
- HMS Talybont
- HMS Tanatside
- USS Thompson
- HMS Ulster
- HMS Ulysses
- HMS Undaunted
- HMS Undine
- HMS Urania
- HMS Urchin
- HMS Ursa
- HMS Venus
- HMS Verulam
- HMS Vigilant
- HMS Virago
- HMS Wanderer
- HMS Wallflower
- HMS Whimbrel
- HMS Wrestler (danyat per una mina i no reparat)
- RHN Kriezis Reial Marina Hel·lènica (corveta classe Flower, ex HMS Coreopsis (K32))
- RHN Tombazis Reial Marina Hel·lènica (corveta classe Flower, ex HMS Tamarisk (K216))

- Fragata La Surprise (França LLiure)
- Fragata Plantilla:Ship (França LLiure)
- Fragata La Découverte (França LLiure)
- Fragata L'Aventure (França LLiure)
- Corveta Aconit (França LLiure)
- Corveta La Renoncule (França LLiure)
- Corveta La Roselys (França LLiure)
- Corveta d'Estienne d'Orves (França LLiure)
- Caçasubmarins Benodet (França LLiure)

## Monitors
- HMS Erebus, monitor amb dos canons de 15 polsades
- HMS Roberts, monitor amb dos canons de 15 polsades

## Transports de tropes
- USS Joseph T. Dickman, transport d'atac
- USS Samuel Chase, transport d'atac operat pels Guardacostes dels Estats Units
- USS Charles Carroll, transport d'atac
- USS Bayfield, transport d'atac
- USS Henrico, transport d'atac

## Altres vaixells
508 vaixells (352 britànics, 154 estatunidencs i 2 Aliats més 
- HMS Bulolo, Quarter General del desembarcament per Gold Beach portant els commandants i estat major
- HMS Centurion,
- Courbet, Forces Navals de la França Lliure, antic cuirassat enfonsat com a bloqueig pel trencaonades "Gooseberry" al port Mulberry de Sword Beach
- Forbin, Forces Navals de la França Lliure, patroller, enfonsat com a dic artificial a "Arromanches" a Gold Beach
- HMCS Cowichan, netejamines canadenc
- HMS Dacres, Fragata classe Captain convertit en quarter general
- HMS Durban (creuer lleuger usat com a bloqueig al trencaonades "Gooseberry")
- Plantilla:HNLMS, canonera neerlandesa
- HMS Hilary, Quarter General del desembarcament per Juno Beach portant els commandants i estat major
- HMS Kingsmill, Fragata classe Captain convertit en quarter general
- HMS Largs, Quarter General del desembarcament per Sword Beach portant els commandants i estat major
- Plantilla:HNLMS, canonera neerlandesa
- HMS Lawford, Fragata classe Captain convertit en quarter general (bombardejat i enfonsat)
- HNoMS Nordkapp, patrullera noruega
- HNLMS Sumatra (neerlandes, decomisionat a causa de la manca de tripulants I perdé els seus canons en favour del HNLMS Flores i del Soemba, usat com a bloqueig al trencaonades "Gooseberry")

La 9a i la 159a flotilles de netejamines britàniques i el 7è esquadró netejamines estatunidenc proveïren de protecció contra les mines.
A més, es creà una pantalla antisubmarins, obra del Onslow, Offa, Onslaught, Oribi, Melbreak i Brissenden.. les flotilles de llanxes canoneres proveïren protecció contra les E-boat.

## Support
- HMS Boxer – vaixell de direcció de caces
- HMS Bruiser - vaixell de direcció de caces